# Аисово
Аи́сово (баш. Айыс) — деревня в Белорецком районе Республики Башкортостан России. Входит в состав Инзерского сельсовета. У деревни река Большой Савлык впадает в реку Малый Казмаш

## География

### Географическое положение
Расстояние до:
- районного центра (Белорецк): 131 км,
- центра сельсовета (Инзер): 46 км,
- ближайшей ж.-д. станции (Инзер): 36 км.

## Население
| 2002 | 2009 | 2010 |
| ---- | ---- | ---- |
| 22   | ↗34  | ↘22  |

Согласно переписи 2002 года, преобладающая национальность — башкиры (100 %).